# Memoria Digital de Canarias
Memoria digital de Canarias (mdC) nace como un programa de digitalización en 2002. El 25 de febrero de 2003 se presentó públicamente como la primera biblioteca digital hecha en Canarias. Recoge la documentación producida en Canarias, de autor canario o residente en el Archipiélago, de cualquier época o materia, inédito o publicado y siempre atendiendo a las normas de la propiedad intelectual.

## Software
mdC comenzó a gestionarse con una plataforma propia desarrollada por personal de la Biblioteca Universitaria de la ULPGC en entorno LAMP. A partir de 2006, se escogió para administrar sus colecciones digitales el software CONTENTdm. A partir de 2020 se integró en un sistema híbrido con Omeka S que, a partir de 2023 ha quedado gestionado únicamente en este nuevo entorno informático.

## Colecciones digitales
Sus contenidos están disponibles en diferentes tipos de soportes digitalizados o nativos digitales: archivos PDF, fotografías, mapas, videos o audio. Con el tiempo la mdC ha crecido y se ha convertido en un portal formado por las siguientes secciones principales:
- Textos:[1] contiene monografías, folletos, polípticos, opúsculos, manuscritos.
- Imágenes:[2] compuesto por láminas, grabados, fotografías, mapas y diverso material gráfico.
- Multimedia:[3] audio y vídeo.
- Revistas:[4] ofrece publicaciones seriadas de Canarias de estimable valor y significativo contenido en el ámbito de la investigación y los estudios locales. En la actualidad cuenta con 38 títulos que contienen más de 21.000 artículos en formato PDF. Incluye a texto completo algunas de las más importantes publicaciones seriadas canarias de todos los tiempos, como El Pensador, de José Clavijo y Fajardo; Aguayro; los Congresos internacionales de estudios Galdosianos; Revistas de historia canaria; Fablas; Millares, Anuario de Estudios Atlánticos y otras.
- Audiolibros:[5] que reproduce con voz humana o sintética, interpretación y efectos sonoros libros en versión sonora.
- Libros electrónicos:[6] en formato abierto normalizado ePUB, adaptados para hacer posible su mejor lectura en lectores de libros electrónicos (e-readers) y teléfonos inteligentes.

Además se han digitalizado otras colecciones donadas o cedidas temporalmente a la mdC  de particulares y entidades tales como:
- Archivo histórico de la Real Sociedad Económica de Amigos del País de Gran Canaria (RSEAPGC): esta institución creada en 1776, es el organismo civil no gubernamental más antiguo de Canarias y su archivo está compuesto por unas 18.000 páginas, fruto de la actividad de la misma desde su creación hasta 1967.
- Archivo fotográfico Jaime O'Shanahan: la colección está compuesta por más de 34.000 fotografías en papel, diapositivas y negativos sobre la historia agronómica, forestal y botánica de Gran Canaria.
- Archivo sonoro de literatura oral de Canarias Maximiano Trapero: son grabaciones de investigaciones de campo realizadas en todas las islas del Archipiélago desde 1978 hasta 2008.
- Voces y Ecos. Recuerdos de Las Palmas de Gran Canaria:[8] compuesto por material multimedia cuyos temas tratan de las personas, de la ciudad, del trabajo, del ocio, de los objetos de culto y los espacios.
- Archivo Miguel Martín-Fernández de la Torre: compuesto por más de mil proyectos que reflejan su actividad profesional, Miguel Martín-Fernández es una figura fundamental para la historia de la arquitectura española en el periodo racionalista. En 2006 su familia donó su legado profesional para su organización y libre consulta.
- Archivo personal Saulo Torón: en 1997 la Biblioteca Universitaria de la ULPGC adquiere el archivo del poeta Saulo Torón, a través de su hija Isabel Torón Macario, consciente de la relevancia de esta figura de las letras canarias. Este fondo documental comprende su epistolario y los manuscritos de sus obras entre otros legajos.
- Archivo de la Heredad de aguas de Arucas y Firgas[9]: en 2016 se incorpora el fondo compuesto por la digitalización y descripción de 1176 actas, en 5701 imágenes, de las Juntas Generales (1694-1950) y de las Juntas de Gobierno internas (1868-1947).

En 2023 ofrece, entre otros contenidos, 71.300 registros, que incluyen más de 25.500 ítems (entre monografías y artículos de revistas), 2.000 manuscritos, 38.000 imágenes y fotografías, 4.40 grabaciones sonoras, 1.350 proyectos arquitectónicos y alrededor de 1.400 vídeos.